# Callionymus regani
 Callionymus regani és una espècie de peix de la família dels cal·lionímids i de l'ordre dels cipriniformes que es troba a l'oest de l'Índic.